# Новые Параты
Но́вые Пара́ты (мар. Шарача) — село в Волжском районе Республики Марий Эл. Входит в Большепаратское сельское поселение.

## Название
Марийское название Шарача возникло от названия одноимённой речки, притока реки Парат. В переводе с марийского языка шара (шор, шур, шар) — это «река или водный поток».

## История
Новые Параты ведут историю с села Большие Параты, которое включало себя Старые Параты и являлось административным центром Большепаратской сотни. В середине XIX века в Старых Паратах сгорела деревянная церковь, а новую решили построить на новом месте, отсюда произошло название Новые Параты. Каменное здание церкви во имя святого Димитрия Солунского было построено к 1861 году. Со строительством церкви административный центр переместился в Новые Параты.

## Население
| 2002 | 2010  |
| ---- | ----- |
| 1430 | ↘1419 |